# Acrocera sordida
Acrocera sordida är en tvåvingeart som beskrevs av Pleske 1930. Acrocera sordida ingår i släktet Acrocera och familjen kulflugor. Inga underarter finns listade i Catalogue of Life.